# Isla Cristina
Isla Cristina ist eine spanische Stadt in der Provinz Huelva in der Autonomen Region Andalusien. 2024 hatte die Gemeinde 21.641 Einwohner. Das Stadtgebiet hat eine Fläche von 49,36 km² und eine Bevölkerungsdichte von 438 Einw./km². Die Stadt liegt drei Meter über dem Meeresspiegel und 56 km von der Provinzhauptstadt Huelva entfernt.

## Geschichte
Der Ort wurde 1756, ein Jahr nach dem Erdbeben von Lissabon, von katalanischen Fischern gegründet und zunächst La Higuerita genannt. 1802 wurde er eine unabhängige Gemeinde und 1834 in Isla Cristina (zu Ehren der spanischen Königin) umbenannt. Heute ist sie die drittgrößte Stadt der Provinz Huelva.

## Sehenswürdigkeiten
- Iglesia de Nuestra Señora de los Dolores – Die Fassade der Kirche, die an den Kolonialstil erinnert, stammt aus dem 20. Jahrhundert (ca. 1955)
- Iglesia de Nuestro Padre Jesús del Gran Poder – Die Kirche wurde im 20. Jahrhundert im andalusischen Diözesanstil erbaut.
- Paseo de las Palmeras – Die Flaniermeile in der Altstadt.
- Marismas de Isla Cristina – Das Marschland steht unter Naturschutz und kann auf gekennzeichneten Wegen erwandert werden.

## Wirtschaft
Isla Cristina ist stark vom Fischfang geprägt. Im Sommer allerdings verdreifacht sich die Einwohnerzahl, wenn (vorwiegend) spanische Touristen hier ihren Urlaub verbringen. Internationalen Tourismus findet man 8 km östlich der Stadt am Strand von Islantilla, wo ein Touristenzentrum errichtet wurde.

## Einzelnachweise

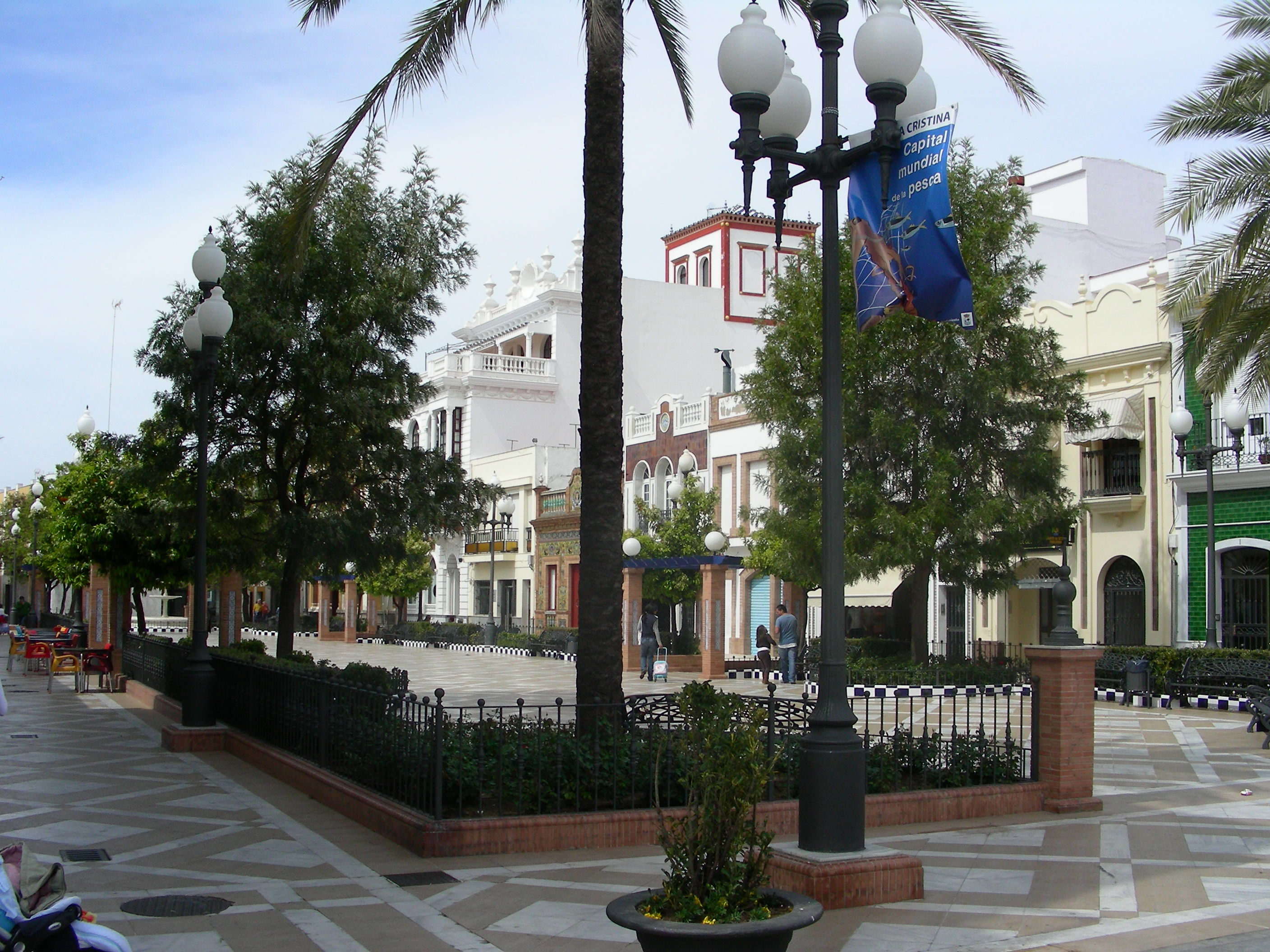
Plaza de las Flores im Stadtzentrum